# Righeira
Righeira (по рус. Риге́йра) — итало-диско дуэт из Турина. Группа была основана в 1981 году Стефано Рота (итал. Stefano Rota; род. 1 октября 1961 года, Турин) и Стефано Риги (итал. Stefano Righi; род. 9 сентября 1960 года, Турин).

## История
Группа была основана в 1981 году. Название группы произошло от переделанной на бразильский манер фамилии одного из участников Stefano Righi — Righeira. В континентальной Европе известность к ним пришла с синглом «Vamos A La Playa», записанным вместе с Кармело и Микеланджело Ла Бионда и выпущенным в 1983 году. Песня не только держалась в течение семи недель в верхней части итальянского хит-парада (с 20 августа по 1 октября), но и имела большой коммерческий успех за рубежом: достигла 53 места в чарте синглов Великобритании (UK Singles Chart).
Спустя год, в 1984, был выпущен сингл «No Tengo Dinero» на испанском языке, что было весьма необычно в то время, когда английский язык властвовал даже в итальянской поп-музыке. «No Tengo Dinero» достиг меньшего успеха, чем предыдущий, но тем не менее это позволило назвать дуэт одним из откровений этого года. Сингл «L’estate Sta Finendo», выпущенный в 1985 году, стал хитом номер один в Италии, но не достиг такой же популярности в чартах других стран. В 1986 году группа приняла участие в музыкальном фестивале в Сан-Ремо с песней «Innamoratissimo» и заняла 15-е место.

## Дискография

### Альбомы
- 1983 — Righeira (A&M Records)
- 1986 — Bambini Forever (CGD)
- 1992 — Uno, Zero, Centomila (RCA)
- 2007 — Mondovisione (Saifam)

### Синглы
- 1980 — Bianca Surf/Photoni (Italian Records)
- 1981 — Bianca Surf/Photoni (VIP)
- 1983 — Vamos A La Playa (A&M Records)
- 1984 — No Tengo Dinero (CGD)
- 1984 — Tanzen Mit Righeira (CGD)
- 1984 — Hey Mama (CGD)
- 1985 — L’estate Sta Finendo/Prima Dell’estate (CGD)
- 1986 — Innamoratissimo/Gli Parlerò Di te (CGD)
- 1986 — Italians A Go-Go/3-D (CGD)
- 1986 — Bambini Forever/Arruinado (CGD)
- 1987 — Oasi In Citta' (CGD)
- 1988 — Compañero (CGD)
- 1989 — Garageamos/Adalas Omaet (EMI Records)
- 1990 — Ferragosto/Dimmi Di No (Bravo Records)
- 2001—2001: Vamos A La Playa (Saifam)
- 2007 — La Musica Electronica (Saifam)